# Gynochthodes polillensis
Gynochthodes polillensis är en måreväxtart som först beskrevs av Charles Budd Robinson, och fick sitt nu gällande namn av Markus Ruhsam. Gynochthodes polillensis ingår i släktet Gynochthodes och familjen måreväxter. Inga underarter finns listade i Catalogue of Life.